# Ernst Jokl

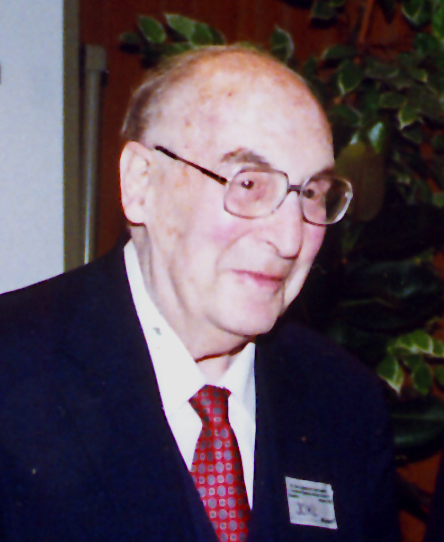
Ernst Jokl, 1992

Ernst Franz Jokl (* 3. August 1907 in Breslau; † 13. Dezember 1997 (PDF; 61 kB, englisch). in Lexington, Kentucky, USA) war ein deutsch-amerikanischer Pionier der Sportmedizin.

## Leben

### Deutschland (1907–1933)
Jokl besuchte das Johannes-Gymnasium in Breslau und legte 1925 das Abitur ab. Anschließend studierte er Medizin an den Universitäten Breslau und Berlin. Jokl, der sich zeitlebens für den Sport begeisterte, war als junger Mann selbst Leistungssportler. Als Leichtathlet beim VfB Breslau und Bar Kochba Breslau lief er 1927 die 400 m Hürden in 58,0 Sekunden. Im selben Jahr war er deutscher Vizemeister in der 4-mal-400-Meter-Staffel. Er war als Nachrücker für die olympischen Wettbewerbe 1928 in Amsterdam nominiert, kam aber nicht zum Einsatz.
1928 bestand er das Examen als Sportlehrer. Nach seiner Promotion zum Dr. med. wurde er 1930 Assistent an der Universität Breslau und 1931 im Alter von 23 Jahren Leiter des neu gegründeten Instituts für Sportmedizin an der Universität Breslau, des ersten seiner Art in Deutschland. Nach dem Machtantritt der Nationalsozialisten emigrierte er wegen seiner jüdischen Abstammung 1933 nach Südafrika. Einem Ruf, in Nachfolge von Adolf Loewy die Leitung des Schweizerischen Forschungsinstituts für Hochgebirgsklima und Medizin in Davos zu übernehmen, wo er in den Wintermonaten 1930/31 und 1931/32 als Stipendiat gearbeitet hatte, folgte er nicht.

### Südafrika (1933–1950)
Jokl trainierte die Leichtathletik-Mannschaft der Johannesburger Witwatersrand-Universität, die 1935 die nationale Universitäts-Meisterschaft gewann. Daraufhin wurde er 1936 an die Universität Stellenbosch berufen. 1937 besetzte er den neu geschaffenen Lehrstuhl für Leibeserziehung an der Witwatersrand-Universität. Als die südafrikanische Regierung am Ende der 1930er Jahre den Nationalen Beirat für Leibeserziehung (NARLO) einrichtete, nahm Jokl entscheidenden Einfluss auf dessen administrative Struktur und Politik. Unter seiner Leitung wurde 1940 ein einheitlicher Lehrplan für den Sportunterricht ausgearbeitet, der auf den Ideen des dänischen Turnlehrers Niels Bukh (1880–1950) basierte. Er orientierte sich jedoch an der internationalen Entwicklung und legte bereits hier die Basis für sein späteres Netzwerk der Sportmedizin. Während des Zweiten Weltkriegs war Jokl als Berater der Südafrikanischen Streitkräfte tätig. Von 1943 bis 1950 war er Ministerialreferent im Ministerium für Medizin und Unterricht in Pretoria. In dieser Position förderte er die Forschung auf den Gebieten der Sportmedizin und der Physiologie des Sports.

### USA (1952–1997)
1950 kehrte Jokl nach Deutschland zurück. Er war kurze Zeit an der Deutschen Sporthochschule Köln tätig, bevor er 1952 an die staatliche Universität von Kentucky in Lexington wechselte, um dort das medizinische Rehabilitationszentrum der Universität aufzubauen. Bis zu seiner Emeritierung im Jahre 1976 blieb er als Professor für Neurologie und Sportmedizin in Lexington.
1954 gehörte Jokl zu den elf Gründern des American College of Sports Medicine (ACSM), der heute größten sportmedizinischen Organisation mit weltweit etwa 17.000 Mitgliedern und 29.000 zertifizierten Fachleuten (2024). Er initiierte 1958 die Gründung des Weltrates für Sport und Leibeserziehung bei der UNESCO, 1982 umbenannt in Weltrat für Sportwissenschaft und Leibeserziehung (ICSSPE). Von 1960 bis 1977 leitete er die Forschungskommission dieser Organisation. Jokl war Berater und Mannschaftsarzt des amerikanischen Olympiateams.
1973 war er Honorarprofessor der Freien Universität Berlin und 1974 der Johann Wolfgang Goethe-Universität Frankfurt am Main.
Ernst Jokl starb 1997 im Alter von 90 Jahren in Lexington. Seine umfangreiche Bücher- und Zeitschriftensammlung (ca. 5.500 Bände) übergab seine Familie 1998 der Deutschen Sporthochschule Köln.

### Familiäres
Jokl war verheiratet mit der Sportlehrerin Erika Lestmann (Olympiateilnehmerin 1928). Sein Sohn Peter wurde ebenfalls Sportmediziner. Die Tochter Marion Jokl Ball (* 1940) studierte Mathematik und betätigte sich erfolgreich auf dem Gebiet der medizinischen Informatik.

## Wissenschaftliches Werk
Ernst Jokl war einer der führenden Sportmediziner des 20. Jahrhunderts. Er leistete Pionierarbeit auf mehreren Gebieten seines Faches. Er war Autor oder Herausgeber von 27 Büchern. Er publizierte 261 wissenschaftliche Zeitschriftenartikel.
Schwerpunkte seiner wissenschaftlichen Arbeit waren
- kardiale Zwischenfälle wie plötzliche Tode von Leistungssportlern,
- Physiologie des Sports,
- Neurologie des Sports,
- rehabilitative Kardiologie,
- Höhenphysiologie,
- Luftfahrtmedizin und
- Sport im Alter.

## Ehrungen
Ernst Jokl wurde für seinen herausragenden Beitrag zur Entwicklung der Sportmedizin mehrfach geehrt. Er erhielt unter anderem folgende Auszeichnungen:
- Buckston-Browne-Preis der Harveian Society
- Distinguished Service Award der United States Sports Academy
- Ehrenmedaille des Weltverbandes für Sportmedizin
- Bronzene Medaille der Deutschen Sporthochschule Köln
- Großes Bundesverdienstkreuz

Im April 1986 wurde er Ehrenmitglied der Gesellschaft für Sportmedizin der DDR.
Die Deutsche Sporthochschule Köln verlieh ihm am 12. Januar 1991 die Ehrendoktorwürde. Ein Platz auf dem Campus trägt den Namen Ernst-Jokl-Platz. In seinem Geburtsort Breslau ist ein Ärztehaus nach ihm benannt.
Die US Sports Academy verleiht seit 1994 jährlich den Dr. Ernst Jokl Sports Medicine Award an eine Einzelperson für hervorragende Beiträge auf dem Gebiet der Sportmedizin. Zu den Preisträgern gehören unter anderem Roger Bannister (1994), Jacques Rogge (1996) und Eric Heiden (2003).

## Schriften (Auswahl)
- Der Typ des jüdischen Sportsmannes. Eine konstitutionelle Studie. In: Der Makkabi. Organ des Deutschen Kreises im Makkabi-Weltverband, 1929, S. 4f.[12]
- Zusammenbrüche beim Sport. Manz’sche Verlags- und Universitätsbuchhandlung, Wien 1936
- Aviation Medicine. Unie-Volkspers Beperk, Kapstadt 1943
- Alter und Leistung, Springer, Berlin 1954
- mit M. J. Karvonen, J. Kihlberg, A. Koskela und L. Noro: Sports in the Cultural Pattern of the World: a Study of the 1952 Olympic Games at Helsinki, Institute of Occupational Health, Helsinki 1956
- The Clinical Physiology of Physical Fitness and Rehabilitation, Thomas, Springfield 1958
- What is Sports medicine?, Thomas, Springfield 1964
- Exercise and Altitude, Karger, Basel 1968
- Physiology of Exercise, Thomas, Springfield 1971